# Prvoslav Vujčić

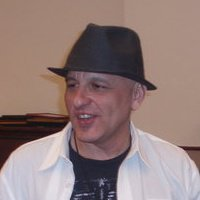
Prvoslav Vujčić

Prvoslav Vujčić (ký tự Cyrill: Првослав Вујчић; 20 tháng 7 năm 1960) là nhà văn Nam Tư.

## Tiểu sử
Prvoslav Vujčić sinh ở làng Burjan mala, gần Požarevac, Serbia, khi đó thuộc Yugoslavia. Tên là Prvoslav nhưng mọi người thường gọi là Prša.

## Tác phẩm
- Razmišljanja jednog leša (Thoughts of a Corpse), 2004
- Beograde, dobro je, bi' iz Toronta tebi (Belgrade, It's All Good, From Toronto to You), 2004
- Kastriranje vetra (Castration of the Wind), 2005
- Deveto koleno sve/mira (Ninth Step of the Universe), 2005
- Hvatanje pljuvačke, 2012[1]